# Branislav Ľupták
Branislav Ľupták (Krupina, 5 giugno 1991) è un calciatore slovacco, centrocampista del Dukla B.B.